# Суарес, Сильвана
Сильвана Роса Суарес Кларенс (исп. Silvana Rosa Suárez Clarence; 29 сентября 1958, Кордова — 21 октября 2022, Ноно, Кордова) — аргентинская фотомодель и королева красоты, выигравшая в Лондоне конкурс «Мисс Мира 1978», представляя родную страну.

## Биография
Сильвана Суарес родилась 29 сентября 1958 года в аргентинском городе Кордова в административном центре одноимённой провинции в центральной части страны.
Родители девочки были художниками, представителями среднего класса и развелись, когда С. Суарес была подростком. Тогда она жила с матерью, учительницей изящных искусств, а после окончания средней школы изучала архитектуру. «Моя мама настояла на том, чтобы я посетила конкурс красоты. Я выиграла «Мисс Сьерра-де-Кордова», а затем и «Мисс мира», — сказала она в 2019 году. Суарес победила 67 других участниц и стала Мисс Мира 1978 в Королевском Альберт-Холле в британской столице.
Передав титул Суарес в течение десяти лет путешествовала и работала моделью, посетив такие азиатские страны, как Япония и Таиланд. «Мне нравились приключения, но я чувствовал себя одиноким, потому что не было всех технологий, как сегодня, чтобы общаться с семьей и друзьями».
В 1988 году Суарес вышла замуж за медиа-бизнесмена Хулио Рамоса и родила двоих детей, Джулию и Аугусто. Позднее пара развелась; она сказала, что он шовинист: «Он хотел контролировать меня, и эта обстановка год от года ухудшалась».
Сильвана Роса Суарес Кларенс умерла от рака толстой кишки 21 октября 2022 года в возрасте 64 лет.
В 1980 году Сильвана Суарес позировала обнаженной для журнала «Playboy».